# Lanthanomyia australis
Lanthanomyia australis är en stekelart som beskrevs av De Santis 1967. Lanthanomyia australis ingår i släktet Lanthanomyia och familjen puppglanssteklar. Inga underarter finns listade i Catalogue of Life.